# Port of Missing Girls
Port of Missing Girls (no Brasil, Lar Sem Teto) é um filme dos Estados Unidos de 1938, dos gêneros drama e aventura. O filme foi dirigido por Karl Brown.

## Elenco
- Harry Carey ... Capitão Josiah Storm
- Judith Allen ... Della Mason
- Milburn Stone ... Jim Benton
- Betty Compson ... Chicago
- Matty Fain ... Duke Ransom
- George Cleveland ... Clinton
- Jane Jones ... Minnie
- Willy Castello ... Manuel

## Trilha sonora
- Judith Allen - "Dream Cargo" (Escrito por Eddie Cherkose e Charles Rosoff)
- Judith Allen - "One, Night, One Kiss and You" (Escrito por Eddie Cherkose e Charles Rosoff)
- Jane Jones - "I Changed My Routine" (Escrito por Eddie Cherkose e Charles Rosoff)